# Bungu (Tanga)
Bungu è una circoscrizione rurale (rural ward) della Tanzania situata nel distretto di Korogwe, regione di Tanga. Conta una popolazione di 6 995 abitanti (censimento 2022).